# Лещёв, Вячеслав Алексеевич
Вячесла́в Алексе́евич Ле́щев (11 октября 1906 — 4 марта 1972, Москва) — советский звукооператор. Лауреат Сталинской премии второй степени (1951).

## Биография
Родился 29 сентября (11 октября) 1906 года.
В 1931 году окончил Ленинградский институт киноинженеров. Оборудовал первые звуковые кинотеатры в городах Закавказья. Занимался проектированием и оборудованием звуковых кинотеатров в Москве и Ленинграде.
С 1934 года — звукооператор на Москинокомбинате (киностудия «Мосфильм» с 1935 года). На съёмках фильма «Тринадцать» (1936) первым перешёл от искусственного воспроизведения выстрелов в шумовом кабинете к записи на специальном полигоне.
Снимался в характерных эпизодических ролях.
Скончался 4 марта 1972 года, в Москве. Похоронен на Востряковском кладбище (участок № 114).
Борис Венгеровский, придя на студию в 1950-х годах и успев поработать с Лещевым, причисляет его к лучшим звукорежиссёрам первого поколения «Мосфильма».

## Фильмография
Звукооператор
- 1936 — Дети капитана Гранта
- 1936 — Партийный билет
- 1936 — Тринадцать
- 1938 — Если завтра война…
- 1938 — Руслан и Людмила
- 1939 — Ошибка инженера Кочина
- 1939 — Подкидыш
- 1939 — Трактористы
- 1940 — Любимая девушка
- 1941 — Мечта (совместно с Е. Кашкевичем)
- 1941 — Свинарка и пастух
- 1942 — Секретарь райкома
- 1944 — В 6 часов вечера после войны
- 1947 — Весна
- 1947 — Русский вопрос
- 1948 — Повесть о настоящем человеке (совместно с Е. Кашкевичем)
- 1949 — Кубанские казаки
- 1950 — Кавалер Золотой Звезды
- 1953 — Вихри враждебные
- 1953 — Застава в горах
- 1954 — Испытание верности
- 1956 — Безумный день
- 1956 — Обыкновенный человек
- 1956 — Убийство на улице Данте
- 1957 — Цель его жизни
- 1958 — Жизнь прошла мимо
- 1959 — Василий Суриков
- 1960 — Время летних отпусков
- 1961 — Как создавался Робинзон
- 1962 — Мой младший брат
- 1963 — Аппассионата
- 1964 — Живые и мёртвые
- 1964 — Остров Колдун
- 1965 — Операция «Ы» и другие приключения Шурика
- 1965 — Перекличка
- 1966 — Дикий мёд
- 1966 — Королевская регата
- 1967 — Анна Каренина
- 1970 — Случай с Полыниным
- 1972 — Летние сны

Актёр
- 1941 — Мечта — полицейский (нет в титрах)
- 1957 — Цель его жизни — продавец кваса (нет в титрах)
- 1959 — Василий Суриков — поп-расстрига (нет в титрах)
- 1970 — Случай с Полыниным — режиссёр театра

## Награды и премии
- Орден «Знак Почёта» (6 марта 1950) — за выдающиеся заслуги в развитии советской кинематографии, в связи с 30-летием[4]
- Сталинская премия второй степени (1951) — за фильм «Кубанские казаки» (1949)